# Synagoga w Selm
Synagoga w Selm (niem. Synagoge in Selm) – synagoga krajowa znajdująca się w Selm w Westfalii w Niemczech.
Rok budowy synagogi jest nieznany, ale przypuszcza się, że powstała pod koniec XVIII lub na początku XIX wieku. Po raz pierwszy wzmiankowana była w 1818 roku.
Podczas nocy kryształowej z 9 na 10 listopada 1938 roku budynek został zdewastowany. Wkrótce gmina żydowska musiała ją sprzedać. Budynek został zakupiony przez handlarza węgla, który zamienił go na magazyn. W 1983 roku synagoga została wpisana do rejestru zabytków. W 1991 roku rozpoczął się jej remont zakończony w 1994 r. Obecnie jest użytkowana przez Żydów liberalnych.